# Peroxid
Peroxider är en grupp kemiska ämnen som innehåller en peroxidgrupp, O22-. Gemensamt är att de är mycket reaktiva, starkt oxiderande och i synnerhet när det gäller organiska peroxider, i vissa fall explosionsbenägna.
Den enklaste peroxiden, väteperoxid, är jämförelsevis ofarlig och används utspädd i vattenlösning som ett milt blekmedel eller som desinfektionsmedel på vissa håll i mejeriindustrin.
Några organiska peroxider används som katalysatorer som sätter igång polymerisationsreaktioner. Detta då peroxiden ROOR, där R är någon lämplig organisk grupp, står i jämviktsförhållande med den fria radikalen RO·. Exempelvis används till detta metyletylketonperoxid (MEKP) eller bensoylperoxid.